# 飯田養豚場
有限会社飯田養豚場（いいだようとんじょう）は青森県横浜町の養豚業者。ブランド豚の「ほろよいとん」で知られる。

## 概要
2021年時点では経営者（飯田一志）夫妻、長女、長男夫妻の5人経営を行っている。
1982年に飯田一志は父親から母豚50頭の繁殖経営を引き継ぐ。そして養豚場として運営しながら、2002年6月に有限会社飯田養豚場となる。2015年10月5日には法人番号指定を行った。
以降、ブランド豚「ほろよいとん」の販売、2つの賞を受章する等、徐々に規模や知名度を大きくし、現在に至る。
飯田の経営方針は「経営規模をむやみに増大せずに経営コストを下げることで、収益を増加させる」であり、これが長期的な経営安定につながるとの判断からである。実際、1995年までは過剰投資にならない程度に飼養頭数を増やしている。2002年になると後継者と目する長男の就農に併せて、長男が希望を持てる経営ができるように金融機関からの借り入れを行い、設備投資を行って飼養頭数を約2倍に拡大した。
2014年には農場HACCPへの取り組みを開始した。

## 経営方針
家族型養豚経営が生き残る方針として以下を飯田は挙げている。
- 「高い生産成績と収益性」の確保
- 「ブランド豚肉の生産」
- 「地域社会との協調・融和」の取り組み

## 繁殖
純粋種のランドレース種(L)と大ヨークシャー種(W)を飼養しており、出荷対象となる肥育豚（LWDの三元豚）の繁殖母豚用のLW（L×W）は自家生産で行っている。また、交配方法は全頭が人工授精のみで行っている。これによって外部から繁殖母豚を購入するよりも母豚の更新が容易にでき、母豚の更新率は53.7パーセントとなっている。この結果、頭当たり年間平均分娩回数は2.32回と青森県の水準よりも若干高くなり、母豚1頭当たり年間肉豚出荷頭数が23.5頭と優れた成績となっている。
人工授精の採用は、肥育豚生産のための止め雄豚となるデュロック種(D)の飼養頭数を10頭程度減らすことができるため、飼養管理労働時間や飼料費の大幅な節減にも役立っている。
これらに加えて、自家生産は、外部から移入される疾病の予防対策や母豚の導入コストの低減にも寄与している。

## 農場HACCPへの取り組み
2014年より始めた農場HACCPへの取り組みとしては以下のようなことを行っている。
- 徹底した消毒
- オールイン/オールアウトの徹底
- 適正なワクチネーションを行う
- 分娩豚舎、子豚豚舎、肥育豚舎は、豚の移動後に洗浄、消毒、乾燥を徹底する
- 朝夕の1日2回に通路消毒と空間消毒を行う
- 屠畜場への出荷は、豚舎敷地内から500メートル離れた出荷専用のプラットホーム台を設けて、そこで委託業者のトラックへ積み替える

2019年に農場HACCP認証を取得した。また、作業を文書化することによって、従業員の理解度の向上を図っている。

## ほろよい豚
飯田養豚場は、「ほろよいとん」というブランド豚を販売している。
青森県内の酒造会社から出る酒粕を粉末にし、配合飼料工場で特別配合した飼料を子豚の時期から肥育豚の出荷まで給餌している。
飯田の話では、酒粕を混ぜた餌を食べた豚は肌つやも赤みを帯びており、餌を食べた後は気持ちよく静かにゆったりとして寝ているとのことで、ストレスフリーで生産される肉豚は「ほろよいとん」のブランド名で伊藤ハム系列を通じて青森県内外のスーパーマーケットで販売されている。販売価格にもプレミアムが付いて有利に販売されており、消費者からの「肉質が柔らかく脂が甘く、美味」との高評価を得ている。
ほろよい豚は、横浜町内の小学校、中学校の学校給食にも使用されている。また、道の駅よこはま「菜の花プラザ」ではほろよい豚を使用した豚カツ定食が提供されている。

## 畜産環境対策
地域社会との協調・融和の一環として、豚舎から排出される糞尿のうち、糞は密閉縦型コンポストで処理し堆肥舎で発酵処理を行ったものが近隣の野菜農家5戸で堆肥として利用されている。また、近隣の農家には堆肥散布のサービスも行っている。
尿についても液肥処理する活性汚泥処理施設を自己資金で建設が始まっている（2021年時点）。
なお、横浜町及び横浜町漁業協同組合からは処理水の放流の同意を得ている。

## 受賞
- 2020年 全国優良畜産経営管理技術発表会最優秀賞[5]
- 2021年 令和3年度日本農林漁業振興会会長賞（畜産部門）[4][6]

### 全国優良畜産経営管理技術発表会において
「家族パワーで築く堅実な養豚経営〜ブランド肉豚「ほろよい豚」の生産拡大をめざして〜」と題した発表を飯田一志は行った。これにより、2020年 全国優良畜産経営管理技術発表会最優秀賞を受賞した。

### 日本農林漁業振興会会長賞の受賞理由
日本農林漁業振興会は授賞理由を
1. 衛生管理を重視したブランド豚の生産（人工授精での自家生産、農場HACCP認証、「ほろよいとん」など衛生管理を重視している）
2. 家族労働中心の優良経営（家族によって明るく楽しく養豚に従事し、優れた生産性・収益性を実現している）
3. 女性の活躍（従業員5人の内3名が女性である）

としている。